# Atomflot
Az Atomflot (orosz nyelv: Атомфлот) orosz állami vállalat. Feladata az orosz atomjégtörő flotta és a hozzá tartozó egyéb kiszolgáló hajók üzemeltetése és karbantartása. A vállalat napjainkban a Roszatom része. Munkatársainak létszáma kb. 2000 fő. A vállalat létesítményei kiemelt állami objektumoknak számítanak, őrzésüket a belügyi csapatok látják el. Fő tevékenysége az északkeleti átjáró és a folyótorkolatok hajózhatóságának biztosítása, konténeres tengeri szállítás, tudományos expedíciók kiszolgálása, mentés és az utóbbi években északi sarki turistautak végrehajtása. A vállalat központja, kikötője és javítóbázisa Murmanszktól két kilométerre északra található, 17,2 ha-on terül el.

## Története
A vállalat elődjének számító javító és kiszolgáló bázist az első atomjégtörő, a Lenin megépítését követően, 1960-ban hozták létre. Kezdetben csak a Lenin atomjégtörőt építő leningrádi Admiralitás Hajógyár kirendeltségeként működött és feladata a Lenin üzemeltetésének műszaki támogatása volt. Ekkor még csak kisebb fabarakkokból és műhelyekből állt. Az 1970–1980-as években, amikor az atomjégtörő flotta mérete jelentősen nőtt,  nagyméretű üzemcsarnokokat építettek. A javítóbázis később az atomjégtörőket is üzemeltető Murmanszki Tengerhajózási Vállalathoz került. Feladata az atomjégtörők műszaki kiszolgálása és javítása volt. Már az 1960-as évek elejétől a „92-es bázis” (Baza–92) néven volt ismert (az urán 92-es rendszáma után). A Szovjetunió felbomlása után, a Murmanszki Tengerhajózási Vállalat 1993-as részvénytársasággá alakulását követően a bázis a közlekedési minisztérium közvetlen felügyelete alá került. 2008. március 30-án az Atomflot vállalat a Roszatom felügyelete alá került, majd még az év augusztusában a Murmanszki Tengerhajózási Vállalattól az Atomflothoz kerültek az atomjégtörők és a kiszolgáló hajók is.

## Hajói

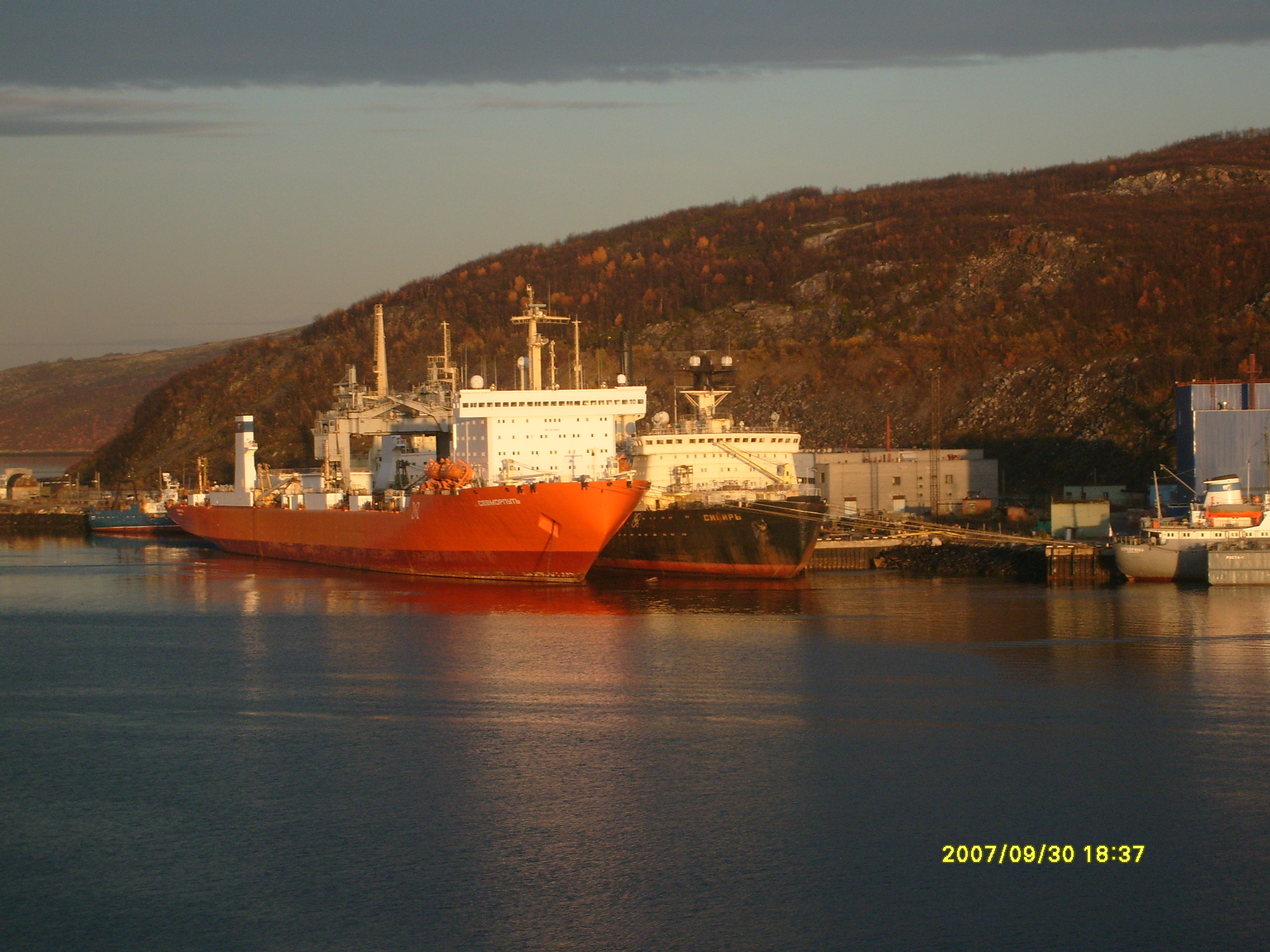
A Szevmorputy atommeghajtású konténerszállító (balra) és a Szibir atomjégtörő az Atomflot murmanszki kikötőjében

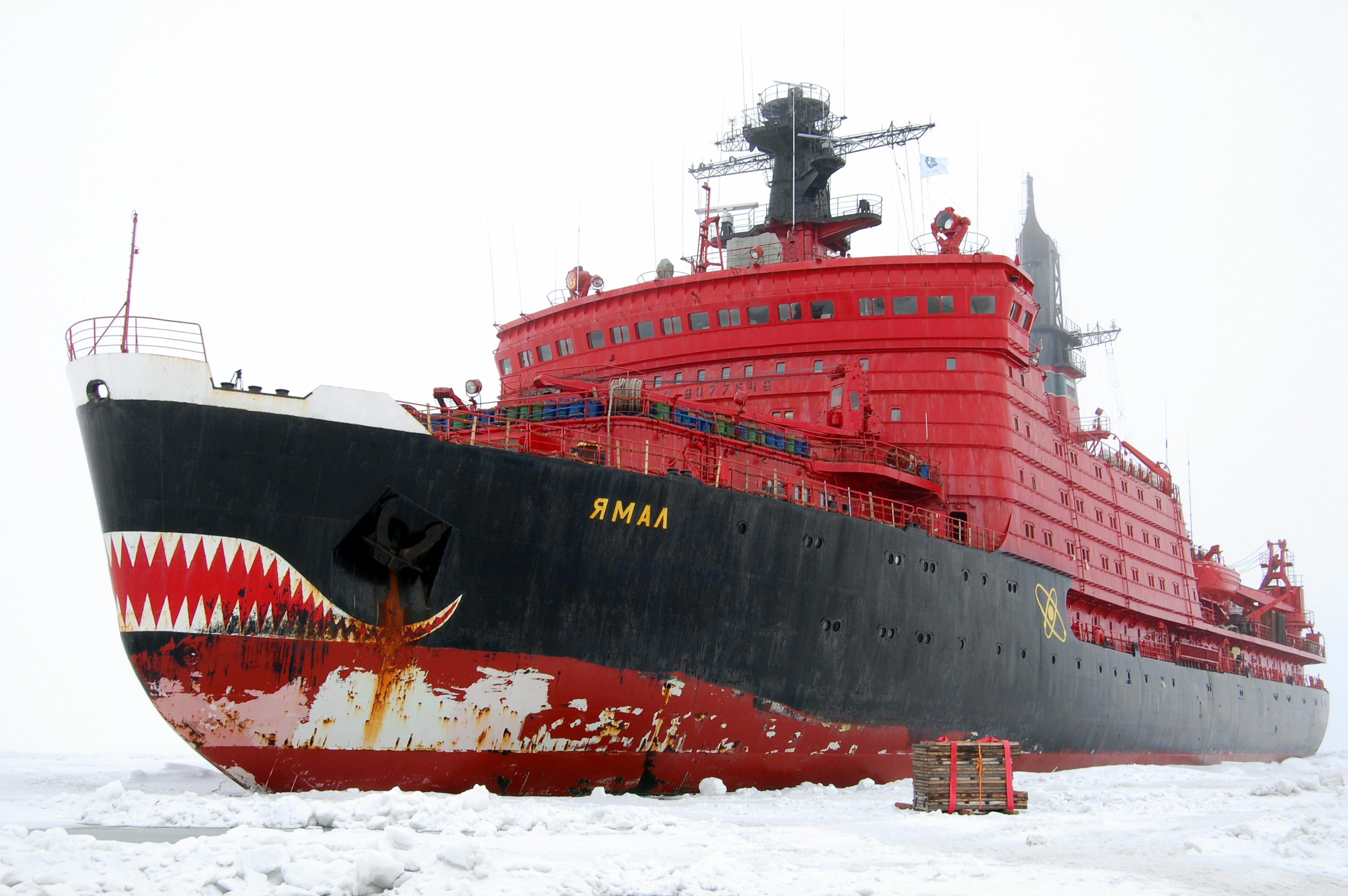
A Jamal atomjégtörő

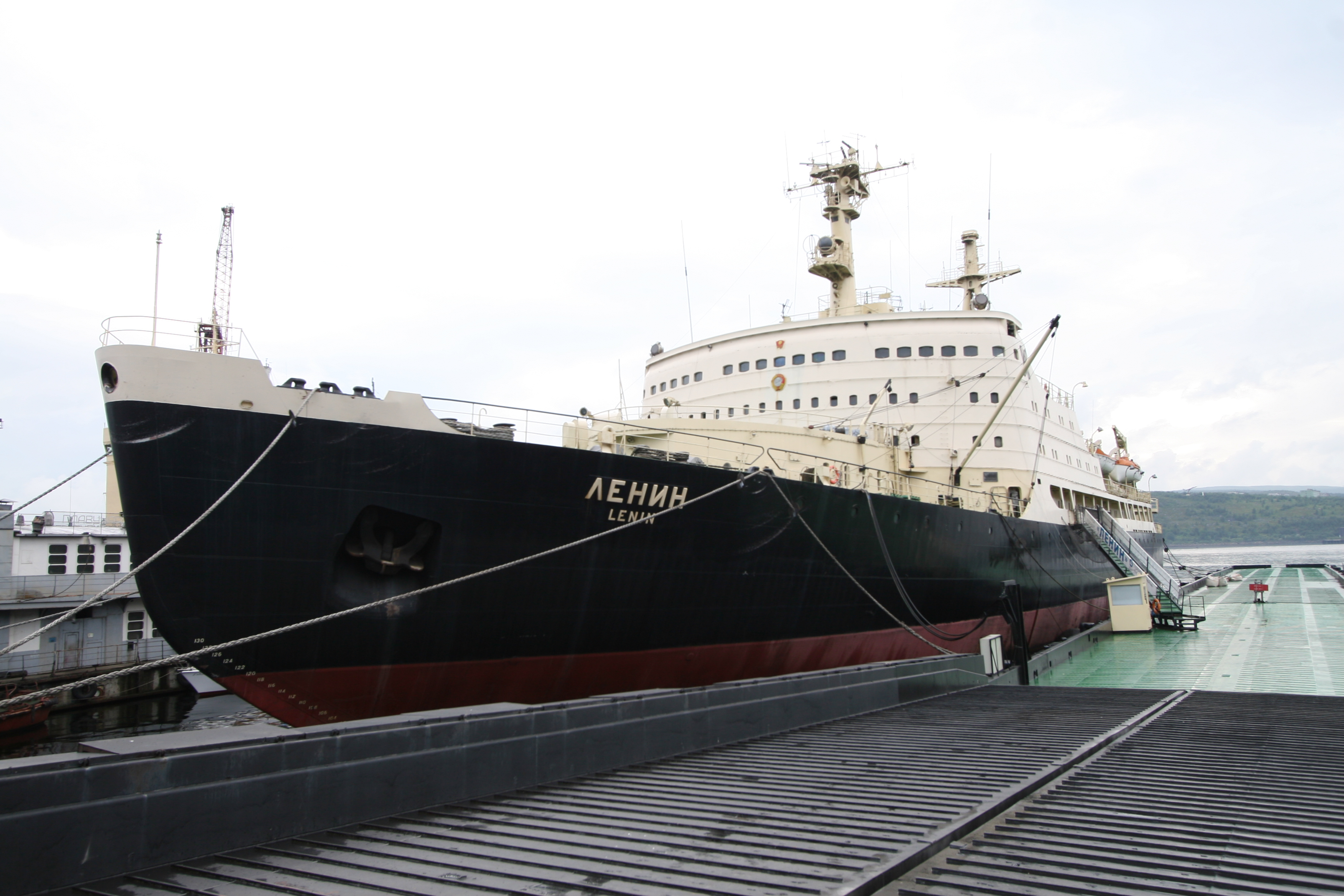
A Lenin atomjégtörő múzeumhajóként Murmanszkban

Az Atomflot napjainkban hat atomjégtörőt, egy nukleáris meghajtású konténerszállító jégtörő hajót, valamint kiszolgáló hajókat üzemeltet. Az Atomflot állományába tartozik három üzemen kívül helyezett atomjégtörő, valamint a világ első atomjégtörője, a napjainkban múzeumhajóként funkcionáló Lenin.

### Aktív atomjégtörők
Arktyika osztály, első sorozat:
- Rosszija
- Szovetszkij szojuz
- Jamal

Arktyika osztály, második sorozat:
- 50 let Pobedi

Tajmir osztály:
- Tajmir
- Vajgacs

Konténerszállító hajó:
- Szevmorputy

### Üzemen kívüli atomjégtörők
- Arktyika (1982–1986 között Leonyid Brezsnyev) – 2008-tól tartalék állományban
- Szibir – 1993-ban konzerválták
- Lenin – múzeumhajó Murmanszkban

### Egyéb hajók
- Imandra – kiszolgáló hajó (fűtőelemcsere)
- Lotta – kiszolgáló hajó (fűtőelemcsere)
- Lepsze– kiszolgáló hajó (fűtőelemcsere), szétbontásra vár
- Volodarszkij – teherszállító hajó a szilárd halmazállapotú radioaktív hulladék szállítására
- Szerebjanka – tartályhajó a folyékony radioaktív hulladék szállítására
- Roszta–1 – mérőhajó a sugárszint monitorozására

## Külső hivatkozások
- Az Atomflot honlapja
- Az Atomflot a Bellona honlapján (angolul)
- Az Atomflot a Wikimapián